# Дилиберто, Оливьеро
Оливьеро Дилиберто (итал. Oliviero Diliberto; род. 13 октября 1956, Кальяри) — итальянский коммунистический политический деятель. Лидер (секретарь) Партии итальянских коммунистов. Министр юстиции Италии (1998—2000).

## Биография
Оливьеро Дилиберто родился в семье государственных служащих (его отец Марко работал адвокатом в администрации региона Сардиния, мать Лелла была учительницей). Его юность омрачена безвременной смертью отца в 1971 году, после чего ему пришлось роль отца для своих младших братьев и сестер: сестры Людовики, которой тогда было восемь лет, и брата Алессио, который родился всего за два месяца до этого.
Дилиберто увлекся политикой в 1969 году в возрасте 13 лет, когда учился в средней школе.
Юный Оливьеро быстро продвигается по служебной лестнице студенческого движения во время учебы в университете. Во время обучения в университете стал секретарём Федерации молодых итальянских коммунистов (молодёжная организация Итальянской компартии) в 1978 году, в тот же год, когда он окончил университет.
Очарованный философской мыслью Мишеля Фуко, после окончания средней школы он отправился в Париж, где, чтобы прокормить себя, некоторое время работал в городском морге, готовя трупы к вскрытию.
До 90-х годов XX века занимался исследовательской деятельностью в области права, обучался в Риме и во Франкфурте-на-Майне. В конце концов получил должность профессора римского права.
После распада Итальянской компартии в 1991 году вступил в Партию коммунистического возрождения, в 1998 году покинул её, после чего участвовал в создании и с 2000 года возглавил Партию итальянских коммунистов.
С 21 октября 1998 по 25 апреля 2000 год занимал должность министра юстиции Италии в первом и втором правительствах левоцентриста Массимо Д’Алема.
С 1994 по 2008 год был членом палаты депутатов XII,XIII,XIV,XV созывов.

### Личная жизнь
Отец Дилиберто — адвокат, мать — учитель. С 1985 по 1987 год был женат на Делии Кардия, а в 1997 году женился на Габриэлле Сирренти.
В ноябре 2007 Дилиберто предложил лидеру КПРФ Геннадию Зюганову перевезти тело Ленина в Рим, однако последовал отказ.